# Marat Jusnulin
Marat Shakirziánovich Jusnulin (en ruso: Марат Шакирзянович Хуснуллин; 9 de agosto de 1966 en Kazán, Tartaristán, Rusia) es un político ruso y un vicealcalde de Moscú en el Gobierno de Moscú para el desarrollo urbano y construcción.